# Aimo Okkolin
Aimo Olavi Okkolin (Riihimäki, 25 januari 1917 - aldaar, 30 december 1982) was een Fins glaskunstenaar.

## Levensloop
Okkolin werd geboren op 25 januari 1917 in Riihimäki. Zijn vader Matti Okkolin was glaskunstenaar. De zus van zijn moeder was de echtgenote van Mikko Adolf Kolehmainen, de oprichter van de Riihimäki-glasfabriek. Op deze manier kwam Okkolin aan een baan bij de glasproducent, aanvankelijk als portier en vanaf 1930 was hij werkzaam op kantoor.
Ondanks dat Okkolin geen formele opleiding had gevolgd, vond hij een baan in de kristalslijperij van Riihimäki. Okkolin bleek veel talent te bezitten. Vanaf de jaren '50 van de twintigste eeuw begon hij zich toe te leggen op het ontwerpen en slijpen van kunstglas, met name vazen en schalen. Daarnaast ontwierp hij ook gebruiksglas, waaronder drinkglazen.
In 1960 kwam het bekendste werk van Okkolin, Lumpeenkukka (waterlelie), in productie. Veel van de werken van Okkolin zijn gebaseerd op de natuur. Hij kreeg het idee voor dit ontwerp door de waterlelies die hij zag in het meer in Hämeenlinna. Voor het ontwikkelen van de Lumpeenkukka had Okkolin een nieuwe techniek ontwikkeld: door een nieuwe maalmethode konden dikwandige schalen gecreëerd worden. In 2004 verscheen een boek over zijn oeuvre met de titel Lumpeenkukka.
In 1964 gaf president Urho Kekkonen de door Okkolin ontworpen vaas "Taide-esine" als huwelijksgeschenk aan koning Constantijn II van Griekenland en prinses Anne Marie van Denemarken.
De werken van Okkolin zijn onder meer te zien in het Fins Glasmuseum. Okkolin overleed op 30 december 1982 in Riihimäki.

## Privé
Okkolin is de vader van ontwerper Matti Okkolin.
- Gemeinsame Normdatei: 129821020
- International Standard Name Identifier: 0000 0000 2091 1953
- Virtual International Authority File: 30627731
- WorldCat: E39PBJkD3WYHF9VjPXhgDgXw4q